# دیزاین اکسپرت
Design–Expert یک نرم‌افزار آماری بسته از Stat-Ease, Inc. است که به‌طور خاص اختصاص داده شده به انجام طراحی آزمایش‌ها (DOE). طراحی–متخصص ارائه می‌دهد مقایسه تست‌های غربالگری، خواص، بهینه‌سازی، قوی پارامتر طراحی، طرح مخلوط و ترکیب طرح است.
طراحی–متخصص فراهم می‌کند آزمون ماتریس برای غربالگری تا ۵۰ عوامل است. آماری اهمیت این عوامل ایجاد شده‌است با تجزیه و تحلیل واریانس (ANOVA). ابزار گرافیکی کمک به شناسایی تأثیر هر عامل در نتایج مورد نظر و آشکار اختلال در داده‌ها.

## تاریخچه
Stat-Ease عرضه شده در اولین نسخه از طراحی–متخصص در سال ۱۹۸۸. در سال ۱۹۹۶ شرکت منتشر شد نسخه ۵ بود که اولین نسخه از نرم‌افزار طراحی شده برای مایکروسافت ویندوزاست. نسخه ۶٫۰ نقل مکان به یک ۳۲ بیت کامل معماری و فولر انطباق با ویندوز بصری کنوانسیون و همچنین اجازه داد تا ۲۵۶ اجرا می‌شود برای دو سطح مسدود طرح است. نسخه ۷٫۰ اضافه 3D سطح قطعه برای دسته‌بندی عوامل و t-value اثرهای پارتو نمودار در میان بسیاری از دیگر کاربردی شده‌است. این نسخه همچنین شامل توانایی به نوع متغیر محدودیت به‌طور مستقیم به طراحی در نسبت شکل. نسخه ۹ شامل اسپلیت پلات فاکتوریل طرح از جمله دو سطح کامل و جزء به جزء فاکتوریل کلی فاکتوریل و بهینه فاکتوریل.

## ویژگی‌ها
طراحی-متخصص ارائه می‌دهد آزمون ماتریس برای غربالگری تا ۵۰ عوامل است. قدرت ماشین حساب کمک می‌کند تا ایجاد تعداد آزمون اجرا می‌شود مورد نیاز است. آنالیز واریانس ارائه شده‌است برای ایجاد آماری اهمیت است. بر اساس اعتبار پیش‌بینی مدل‌های عددی و بهینه‌سازی کمک می‌کند تا کاربر تعیین ارزش‌های ایده‌آل برای هر یک از این عوامل در این آزمایش است. طراحی-متخصص فراهم می‌کند ۱۱ نمودار در علاوه بر این به خروجی متن به تجزیه و تحلیل باقی‌مانده است. نرم‌افزار تعیین اثرات اصلی از هر عامل و همچنین تعاملات بین عوامل با تغییر ارزش‌ها از همه عوامل در موازی. یک مدل سطح پاسخ (RSM) استفاده می‌شود تا نقشه از طراحی فضا با استفاده از تعداد نسبتاً کمی از آزمایش. RSM فراهم می‌کند برآورد ارزش پاسخ برای هر ترکیب ممکن از عوامل با تغییر ارزش‌ها از همه عوامل به صورت موازی، ساخت این امکان را برای درک چند بعدی با سطح غیر خطی اشکال است. بهینه‌سازی ویژگی را می‌توان مورد استفاده برای محاسبه بهینه پارامترهای عملیاتی برای یک فرایند است.

## قابلیت‌های کلیدی نرم‌افزار Design-Expert[۱]
- انجام فرایندهای طراحی و بهینه‌سازی محصولات
- دارای ابزار سه بعدی ساز قدرتمند
- امکان خلق طراحی‌های دو بعدی- حل عددی معادلات
- دارای ابزار ورودی و خروجی پیشرفته
- امکان Flag گذاری و Plot پیشرفته
- امکانات رسم نمودار

## ویژگی‌های نرم‌افزار Design Expert[۱]
توسعه فرایندهای کارآمد
حل کردن مشکلات تولید
دریافت بیشترین اطلاعات دربارهٔ فرایند و متغیرهایی که روی آن تأثیر می‌گذارند، با استفاده از کمترین تعداد آزمایش‌ها
مشخص کردن تنوع واکنش‌ها، به ترتیب برای اطمینان از انطباق با مشخصات
تعیین متغیرهایی که بر روی فرایند اثرگذارند
کاهش هزینه و زمان تولید
افزایش کارایی واکنش‌های شیمیایی یا محصول
خلق و طراحی محصولات دو بعدی و سه بعدی
بهینه‌سازی فرایند تولید محصولات